# Premi Emmy 2000
La cerimonia della 52ª edizione dei Primetime Emmy Awards (52nd Primetime Emmy Awards) si è tenuta si è tenuta allo Shrine Auditorium di  Los Angeles il 10 settembre 2000.
La cerimonia è stata presentata da Garry Shandling e trasmessa dalla ABC.
I Creative Arts Emmy Awards sono stati consegnati il 26 agosto.

## Premi Emmy per il Primetime

### Migliore serie drammatica
- West Wing - Tutti gli uomini del Presidente
- E.R. - Medici in prima linea
- Law & Order - I due volti della giustizia
- The Practice - Professione avvocati
- I Soprano

### Migliore serie comica o commedia
- Will & Grace
- Frasier
- Friends
- Sex and the City
- Tutti amano Raymond

### Migliore miniserie
- The Corner, regia di Charles S. Dutton
- Arabian Nights, regia di Steve Barron
- The Beach Boys (The Beach Boys: An American Family), regia di Jeff Bleckner
- Jesus, regia di Roger Young
- P.T. Barnum - L'uomo che inventò il circo (P.T. Barnum), regia di Simon Wincer

### Migliore film per la televisione
- Il martedì da Morrie (Tuesdays with Morrie), regia di Mick Jackson
- Annie - Cercasi genitori (Annie), regia di Rob Marshall
- RKO 281 - La vera storia di Quarto potere (RKO 281), regia di Benjamin Ross
- Vi presento Dorothy Dandridge (Introducing Dorothy Dandridge), regia di Martha Coolidge
- Women (If These Walls Could Talk 2), regia di Jane Anderson, Martha Coolidge e Anne Heche

### Migliore attore in una serie drammatica
- James Gandolfini (Tony Soprano) – I Soprano
- Dennis Franz (Andy Sipowicz) – New York Police Department
- Jerry Orbach (Lennie Briscoe) – Law & Order - I due volti della giustizia
- Martin Sheen (Josiah Bartlet) – West Wing - Tutti gli uomini del Presidente
- Sam Waterston (Jack McCoy) – Law & Order - I due volti della giustizia

### Migliore attore in una serie comica o commedia
- Michael J. Fox (Mike Flaherty) – Spin City
- Kelsey Grammer (Frasier Crane) – Frasier
- John Lithgow (Dick Solomon) – Una famiglia del terzo tipo
- Eric McCormack (Will Truman) – Will & Grace
- Ray Romano (Raymond Barone) – Tutti amano Raymond

### Migliore attore in una miniserie o film per la televisione
- Jack Lemmon (Morrie Schwartz) – Il martedì da Morrie
- Beau Bridges (Phineas Taylor Barnum) – P.T. Barnum - L'uomo che inventò il circo
- Brian Dennehy (Willy Loman) – Morte di un commesso viaggiatore (Death of a Salesman), regia di Kirk Browning
- William H. Macy (Terry Thorpe) – A Slight Case of Murder, regia di Steven Schachter
- Liev Schreiber (Orson Welles) – RKO 281 - La vera storia di Quarto potere

### Migliore attrice in una serie drammatica
- Sela Ward (Lily Manning) – Ancora una volta
- Lorraine Bracco (Jennifer Melfi) – I Soprano
- Amy Brenneman (Amy Gray) – Giudice Amy
- Edie Falco (Carmela Soprano) – I Soprano
- Julianna Margulies (Carol Hathaway) – E.R. - Medici in prima linea

### Migliore attrice in una serie comica o commedia
- Patricia Heaton (Debra Barone) – Tutti amano Raymond
- Jenna Elfman (Dharma Montgomery) – Dharma & Greg
- Jane Kaczmarek (Lois Wilkerson) – Malcolm
- Debra Messing (Grace Adler) – Will & Grace
- Sarah Jessica Parker (Carrie Bradshaw) – Sex and the City

### Migliore attrice in una miniserie o film per la televisione
- Halle Berry (Dorothy Dandridge) – Vi presento Dorothy Dandridge
- Judy Davis (Paula) – A Cooler Climate, regia di Susan Seidelman
- Sally Field (Iris) – A Cooler Climate
- Holly Hunter (Ruby Kincaid) – Harlan County War, regia di Tony Bill
- Gena Rowlands (Georgia Porter) – Per amore di Jacey (The Color of Love: Jacey's Story), regia di Sheldon Larry

### Migliore attore non protagonista in una serie drammatica
- Richard Schiff (Toby Ziegler) – West Wing - Tutti gli uomini del Presidente
- Michael Badalucco (Jimmy Berluti) – I Soprano
- Dominic Chianese (Corrado Junior Soprano) – I Soprano
- Steve Harris (Eugene Young) – The Practice - Professione avvocati
- John Spencer (Leo McGarry) – West Wing - Tutti gli uomini del Presidente

### Migliore attore non protagonista in una serie comica o commedia
- Sean Hayes (Jack McFarland) – Will & Grace
- Peter Boyle (Frank Barone) – Tutti amano Raymond
- Brad Garrett (Robert Barone) – Tutti amano Raymond
- Peter MacNicol (John Cage) – Ally McBeal
- David Hyde Pierce (Niles Crane) – Frasier

### Migliore attore non protagonista in una miniserie o film per la televisione
- Hank Azaria (Mitch Albom) – Il martedì da Morrie
- Klaus Maria Brandauer (Otto Preminger) – Vi presento Dorothy Dandridge
- James Cromwell (William Randolph Hearst) – RKO 281 - La vera storia di Quarto potere
- John Malkovich (Herman J. Mankiewicz) – RKO 281 - La vera storia di Quarto potere
- Danny Glover (Will Walker) – Freedom Song, regia di Phil Alden Robinson

### Migliore attrice non protagonista in una serie drammatica
- Allison Janney (C.J. Cregg) – West Wing - Tutti gli uomini del Presidente
- Stockard Channing (Abigail Bartlet) – West Wing - Tutti gli uomini del Presidente
- Tyne Daly (Maxine Gray) – Giudice Amy
- Nancy Marchand (Livia Soprano) – I Soprano
- Holland Taylor (Roberta Kittleson) – The Practice - Professione avvocati

### Migliore attrice non protagonista in una serie comica o commedia
- Megan Mullally (Karen Walker) – Will & Grace
- Jennifer Aniston (Rachel Green) – Friends
- Kim Cattrall (Samantha Jones) – Sex and the City
- Lisa Kudrow (Phoebe Buffay) – Friends
- Doris Roberts (Marie Barone) – Tutti amano Raymond

### Migliore attrice non protagonista in una miniserie o film per la televisione
- Vanessa Redgrave (Edith Tree) – Women
- Kathy Bates (Miss Hannigan) – Annie - Cercasi genitori
- Elizabeth Franz (Linda Loman) – Morte di un commesso viaggiatore
- Melanie Griffith (Marion Davies) – RKO 281 - La vera storia di Quarto potere
- Maggie Smith (Betsey Trotwood) – David Copperfield

### Migliore regia per una serie drammatica
- West Wing - Tutti gli uomini del Presidente – Thomas Schlamme
- E.R. - Medici in prima linea – Jonathan Kaplan
- E.R. - Medici in prima linea – John Wells
- I Soprano – Allen Coulter
- I Soprano – John Patterson

### Migliore regia per una serie comica o commedia
- Malcolm – Todd Holland per l'episodio Il piccolo genio
- Ally McBeal – Bill D'Elia per l'episodio The Musical
- Friends – Michael Lembeck per gli episodi Come poteva essere (1) e (2)
- Sports Night – Thomas Schlamme per l'episodio Quo vadimus
- Tutti amano Raymond – Will Mackenzie per l'episodio Foto di famiglia
- Will & Grace – James Burrows per l'episodio Gay per caso

### Migliore regia per una miniserie o film per la televisione
- The Corner – Charles S. Dutton
- A prova di errore (Fail Safe) – Stephen Frears
- Annie - Cercasi genitori – Rob Marshall
- RKO 281 - La vera storia di Quarto potere – Benjamin Ross
- Vi presento Dorothy Dandridge – Martha Coolidge

### Migliore sceneggiatura per una serie drammatica
- West Wing - Tutti gli uomini del Presidente – Aaron Sorkin e Rick Cleveland per l'episodio Buon Natale, Presidente!
- Buffy l'ammazzavampiri – Joss Whedon per l'episodio L'urlo che uccide
- I Soprano – David Chase e Todd Kessler per l'episodio L'ultima tequila
- I Soprano – Robin Green e Mitchell Burgess per l'episodio Amore e pallottole
- West Wing - Tutti gli uomini del Presidente – Aaron Sorkin per l'episodio Sbarco imminente

### Migliore sceneggiatura per una serie comica o commedia
- Malcolm – Linwood Boomer
- Frasier – Christopher Lloyd e Joe Keenan
- Freaks and Geeks – Paul Feig
- Sex and the City – Cindy Chupack
- Sex and the City – Michael Patrick King
- Tutti amano Raymond – Ray Romano e Philip Rosenthal

### Migliore sceneggiatura per una miniserie o film per la televisione
- The Corner – David Simon e David Mills
- Cheaters - Truffa al liceo (Cheaters) – John Stockwell
- Homicide: The Movie – Eric Overmyer, James Yoshimura e Tom Fontana
- RKO 281 - La vera storia di Quarto potere – John Logan
- Women – Jane Anderson

## Creative Arts Emmy Awards

### Migliore attore ospite in una serie drammatica
- James Whitmore (Raymond Oz) – The Practice - Professione avvocati
- Alan Alda (Dr. Gabriel Lawrence) – E.R. - Medici in prima linea
- Paul Dooley (Philip Swackheim) – The Practice - Professione avvocati
- Kirk Douglas (Ros) – Il tocco di un angelo
- Henry Winkler (Henry Olson) – The Practice - Professione avvocati

### Migliore attore ospite in una serie comica o commedia
- Bruce Willis (Paul Stevens) – Friends
- Anthony LaPaglia (Simon Moon) – Frasier
- William H. Macy (Sam Donovan) – Sports Night
- Carl Reiner (Sid Barry) – Beggars and Choosers
- Tom Selleck (Dr. Richard Burke) – Friends

### Migliore attrice ospite in una serie drammatica
- Beah Richards (Gertrude Turner) – The Practice - Professione avvocati
- Jane Alexander (Regina Mulroney) – Law & Order - I due volti della giustizia / Law & Order: Unità Speciale
- Kathy Baker (Ellen Sawyer) – Il tocco di un angelo
- Marlee Matlin (Sally Berg) – The Practice - Professione avvocati
- Tracy Pollan (Harper Anderson) – Law & Order: Unità Speciale

### Migliore attrice ospite in una serie comica o commedia
- Jean Smart (Lana Gardner) – Frasier
- Beatrice Arthur (Mrs. White) – Malcolm
- Cheri Oteri (Cindy) – Just Shoot Me!
- Debbie Reynolds (Bobbie Adler) – Will & Grace
- Holland Taylor (Letitia Devine) – The Lot

### Migliore serie animata della durata massima di un'ora
- I Simpson per l'episodio Dietro la risata
- Le Superchicche per l'episodio Beat Your Greens/Down 'N' Dirty
- I Griffin per l'episodio In viaggio con Brian
- Downtown per l'episodio Before and After
- South Park per l'episodio Una moda pericolosa